# Matthew Senreich
Matthew Ian Senreich (Long Island, 17 de junio de 1974) es un guionista estadounidense, productor de televisión, director y actor de voz más conocido por su trabajo con la serie de televisión animada Robot Chicken, quien ha sido el cocreador junto a su socio comercial y amigo cercano  Seth Green.
Senreich nació en una familia judía y se graduó en Herricks High School en New Hyde Park, Nueva York.

## Filmografía

### Televisión
- Buddy Thunderstruck (2017-presente)
- Robot Chicken DC Comics Special 2: Villains in Paradise (2014)
- Star Wars: The Clone Wars (2012)
- Robot Chicken DC Comics Special (2012)
- Robot Chicken: Star Wars Episode III (2010)
- Titan Maximum (2009)
- Robot Chicken: Star Wars Episode II (2008)
- Robot Chicken: Star Wars (2007)
- Robot Chicken (2005-presente)
- SuperMansion (2005-2019)